# Округ Џексон (Алабама)
Округ Џексон (енгл. Jackson County) је округ у америчкој савезној држави Алабама. По попису из 2010. године број становника је 53.227. Седиште округа је град Скотсборо.

## Демографија
Према попису становништва из 2010. у округу је живело 53.227 становника, што је 699 (1,3%) становника мање него 2000. године.
| Група             | 2000.          | 2010.          |
| Белци             | 49.200 (91,2%) | 47.937 (90,1%) |
| Афроамериканци    | 2.019 (3,7%)   | 1.781 (3,3%)   |
| Азијати           | 124 (0,2%)     | 185 (0,3%)     |
| Хиспаноамериканци | 610 (1,1%)     | 1.339 (2,5%)   |
| Укупно            | 53.926         | 53.227         |